# Stray Cat Blues
«Stray Cat Blues» — восьмая песня группы The Rolling Stones из альбома Beggars Banquet. Она была сочинена Миком Джаггером и Китом Ричардсом, продюсером выступил Джимми Миллер. Продюсирование Миллером этой песни очень характерно его стилю: песня узнаваема своими яркими хай-хэт-партиями и гудящим пианино в исполнении Ники Хопкинса. На меллотроне играет Брайан Джонс, почти все гитарные партии (включая слайд) исполнены Ричардсом, а вокальные партии Джаггером. По словам Мика Джаггера, песня была вдохновлена песней «Heroin» группы the Velvet Underground; эти песни имеют схожие вступления.
Песня рассказывается от лица человека, который жаждет незаконного секса со своей 15 летней поклонницей и рассуждает: «Это не повешение, это не смертная казнь».
Живое выступление было снято во время американского тура Rolling Stones 1969 года и выпущено в 1970 году на живом альбоме Get Yer Ya-Ya’s Out !. Кроме того, лирика песни стала более провокационной, так как возраст девочки был изменен на 13 лет.
Песня появляется в видеоигре Guitar Hero: Warriors of Rock и в фильме «Радость».

## Участники записи
- Мик Джаггер — вокал
- Кит Ричардс — гитара, бас-гитара
- Брайан Джонс — гитара, меллотрон
- Чарли Уоттс — барабаны
- Ники Хопкинс — пианино
- Роки Дижон — конги